# Boko (bantu jezik)
Boko jezik (ISO 639-3: bkp; iboko), nigersko-kongoanski jezik kojim govori oko 21 000 ljudi uz rijeku Congo, uzvodno od Mbandaka u DR Kongu, provincija Équateur. Klasificira se sjeverozapadnim bantu jezicima u zoni C, i ne smije se brkati s drugim boko jezicima, jezikom boko ili longto [wok] iz Kameruna, i boko jezikom [bqc] iz Benina koji pripada u mande.
Zajedno s još 26 drugih jezika pripada podskupini bangi-ntomba (C.40)

## Vanjske poveznice
- Ethnologue (14th)
- Ethnologue (15th)